# North Bay
North Bay és una població dels Estats Units a l'estat de Wisconsin. Segons el cens del 2000 tenia 260 habitants.

## Demografia
Segons el cens del 2000, North Bay tenia 260 habitants, 91 habitatges, i 73 famílies. La densitat de població era de 912,6 habitants per km².
Dels 91 habitatges en un 41,8% hi vivien nens de menys de 18 anys, en un 80,2% hi vivien parelles casades, en un 1,1% dones solteres, i en un 18,7% no eren unitats familiars. En el 17,6% dels habitatges hi vivien persones soles el 9,9% de les quals corresponia a persones de 65 anys o més que vivien soles. El nombre mitjà de persones vivint en cada habitatge era de 2,86 i el nombre mitjà de persones que vivien en cada família era de 3,27.
Per edats la població es repartia de la següent manera: un 31,5% tenia menys de 18 anys, un 3,1% entre 18 i 24, un 21,5% entre 25 i 44, un 31,2% de 45 a 60 i un 12,7% 65 anys o més.
L'edat mediana era de 42 anys. Per cada 100 dones de 18 o més anys hi havia 95,6 homes.
La renda mediana per habitatge era de 97.943 $ i la renda mediana per família de 118.459 $. Els homes tenien una renda mediana de 83.069 $ mentre que les dones 33.750 $. La renda per capita de la població era de 51.898 $. Cap de les famílies i el 0,8% de la població estaven per davall del llindar de pobresa.

## Poblacions més properes
El següent diagrama mostra les poblacions més properes.